# Campionati sloveni di sci alpino 1998
I Campionati sloveni di sci alpino 1998 si svolsero a Innerkrems (in Austria) e a Rogla dal 27 marzo all'8 aprile. Il programma incluse gare di discesa libera, supergigante, slalom gigante, slalom speciale e combinata, sia maschili sia femminili.
Trattandosi di competizioni valide anche ai fini del punteggio FIS, vi parteciparono anche sciatori di altre federazioni, senza che questo consentisse loro di concorrere al titolo nazionale sloveno.

## Risultati

### Uomini

#### Discesa libera
| Pos. | Atleta              | Nazione  | Tempo   |
| ---- | ------------------- | -------- | ------- |
| 1    | Peter Pen           | Slovenia | 1:14,70 |
| 2    | Andrej Jerman       | Slovenia | 1:15,70 |
| 3    | Jernej Koblar       | Slovenia | 1:15,71 |
| 4    | Jernej Reberšak     | Slovenia | 1:15,74 |
| 5    | Aleš Brezavšček     | Slovenia | 1:15,84 |
| 6    | Gregor Šparovec     | Slovenia | 1:16,12 |
| 7    | Martin Kroisleitner | Austria  | 1:16,28 |
| 8    | Ožbi Ošlak          | Slovenia | 1:16,44 |
| 9    | Andrej Šporn        | Slovenia | 1:16,72 |
| 10   | Mitja Dragšič       | Slovenia | 1:16,75 |

Data: 8 aprile

Località: Innerkrems

#### Supergigante
| Pos. | Atleta           | Nazione  | Tempo   |
| ---- | ---------------- | -------- | ------- |
| 1    | Claudio Dietrich | Austria  | 1:21,53 |
| 2    | Peter Pen        | Slovenia | 1:21,73 |
| 3    | Jernej Koblar    | Slovenia | 1:22,37 |
| 4    | Aleš Brezavšček  | Slovenia | 1:22,50 |
| 5    | Stefan Curra     | Austria  | 1:22,67 |
| 6    | Gregor Šparovec  | Slovenia | 1:22,78 |
| 7    | Jernej Reberšak  | Slovenia | 1:22,80 |
| 8    | Mitja Dragšič    | Slovenia | 1:23,05 |
| 9    | Karl Strasser    | Austria  | 1:23,07 |
| 10   | Peter Pertl      | Austria  | 1:23,09 |

Data: 7 aprile

Località: Innerkrems

#### Slalom gigante
| Pos. | Atleta          | Nazione  | Tempo   |
| ---- | --------------- | -------- | ------- |
| 1    | Jure Košir      | Slovenia | 2:05,93 |
| 2    | Mitja Dragšič   | Slovenia | 2:07,33 |
| 3    | Jernej Reberšak | Slovenia | 2:07,73 |
| 4    | Drago Grubelnik | Slovenia | 2:08,25 |
| 5    | Mitja Kunc      | Slovenia | 2:08,66 |
| 6    | Miha Malus      | Slovenia | 2:08,82 |
| 7    | Florian Seer    | Austria  | 2:09,03 |
| 8    | Mitja Valenčič  | Slovenia | 2:09,23 |
| 9    | Peter Pen       | Slovenia | 2:09,35 |
| 10   | Andrej Jerman   | Slovenia | 2:09,49 |

Data: 27 marzo

Località: Rogla

#### Slalom speciale
| Pos. | Atleta          | Nazione     | Tempo   |
| ---- | --------------- | ----------- | ------- |
| 1    | Matjaž Vrhovnik | Slovenia    | 1:27,55 |
| 2    | Drago Grubelnik | Slovenia    | 1:27,90 |
| 3    | Mitja Valenčič  | Slovenia    | 1:28,18 |
| 4    | Harald de Man   | Paesi Bassi | 1:28,76 |
| 5    | Gregor Grilc    | Slovenia    | 1:29,73 |
| 6    | Tomáš Kraus     | Rep. Ceca   | 1:29,80 |
| 7    | Aleš Brezavšček | Slovenia    | 1:29,86 |
| 8    | Matjaž Stare    | Slovenia    | 1:30,76 |
| 9    | Andrej Jerman   | Slovenia    | 1:31,11 |
| 10   | Miha Malus      | Slovenia    | 1:31,12 |

Data: 29 marzo

Località: Rogla

#### Combinata
| Pos. | Atleta          | Nazione  |
| ---- | --------------- | -------- |
| 1    | Drago Grubelnik | Slovenia |
| 2    | ?               | ?        |
| 3    | ?               | ?        |

### Donne

#### Discesa libera
| Pos. | Atleta           | Nazione   | Tempo   |
| ---- | ---------------- | --------- | ------- |
| 1    | Špela Bračun     | Slovenia  | 1:19,62 |
| 2    | Tina Bogataj     | Slovenia  | 1:19,67 |
| 3    | Katarina Breznik | Slovenia  | 1:20,55 |
| 4    | Lea Dabič        | Slovenia  | 1:20,99 |
| 5    | Lucie Hrstková   | Rep. Ceca | 1:21,20 |
| 6    | Anja Kalan       | Slovenia  | 1:21,31 |
| 7    | Andreja Gašperin | Slovenia  | 1:21,67 |
| 8    | Nataša Teraž     | Slovenia  | 1:21,89 |
| 9    | Nina Makuc       | Slovenia  | 1:22,22 |
| 10   | Mojca Rataj      | Slovenia  | 1:22,43 |

Data: 8 aprile

Località: Innerkrems

#### Supergigante
| Pos. | Atleta              | Nazione   | Tempo   |
| ---- | ------------------- | --------- | ------- |
| 1    | Špela Bračun        | Slovenia  | 1:26,78 |
| 2    | Anja Kalan          | Slovenia  | 1:26,89 |
| 3    | Michaela Kofler     | Austria   | 1:26,96 |
| 4    | Tina Bogataj        | Slovenia  | 1:27,21 |
| 5    | Lucie Hrstková      | Rep. Ceca | 1:27,25 |
| 6    | Martina Lechner     | Austria   | 1:27,27 |
| 7    | Doris Götzenbrucker | Austria   | 1:27,30 |
| 8    | Andreja Gašperin    | Slovenia  | 1:28,34 |
| 9    | Lea Dabič           | Slovenia  | 1:28,62 |
| 10   | Katja Šmalc         | Slovenia  | 1:28,86 |

Data: 7 aprile

Località: Innerkrems

#### Slalom gigante
| Pos. | Atleta           | Nazione   | Tempo   |
| ---- | ---------------- | --------- | ------- |
| 1    | Špela Pretnar    | Slovenia  | 2:13,59 |
| 2    | Alenka Dovžan    | Slovenia  | 2:13,88 |
| 3    | Urška Hrovat     | Slovenia  | 2:14,64 |
| 4    | Lucie Hrstková   | Rep. Ceca | 2:14,84 |
| 5    | Špela Bračun     | Slovenia  | 2:15,51 |
| 6    | Katarina Breznik | Slovenia  | 2:15,63 |
| 7    | Nataša Bokal     | Slovenia  | 2:16,29 |
| 8    | Katja Šmalc      | Slovenia  | 2:17,27 |
| 9    | Anja Kalan       | Slovenia  | 2:17,67 |
| 10   | Manuela Mair     | Austria   | 2:17,68 |

Data: 27 marzo

Località: Rogla

#### Slalom speciale
| Pos. | Atleta             | Nazione    | Tempo   |
| ---- | ------------------ | ---------- | ------- |
| 1    | Nataša Bokal       | Slovenia   | 1:30,02 |
| 2    | Urška Hrovat       | Slovenia   | 1:30,17 |
| 3    | Kazuko Ikeda       | Giappone   | 1:30,85 |
| 4    | Pavla Raclavská    | Rep. Ceca  | 1:31,55 |
| 5    | Lucie Hrstková     | Rep. Ceca  | 1:33,01 |
| 6    | Katarina Breznik   | Slovenia   | 1:33,37 |
| 7    | Katarzyna Strama   | Polonia    | 1:33,51 |
| 8    | Dagmara Krzyżyńska | Polonia    | 1:33,65 |
| 9    | Zuzana Smerčiaková | Slovacchia | 1:33,70 |
| 10   | Ewa Tańczak        | Polonia    | 1:34,29 |

Data: 29 marzo

Località: Rogla

#### Combinata
| Pos. | Atleta           | Nazione  |
| ---- | ---------------- | -------- |
| 1    | Katarina Breznik | Slovenia |
| 2    | ?                | ?        |
| 3    | ?                | ?        |